# اولاف مولنار
اولاف مولنار (هلندی: Olav Molenaar؛ زادهٔ ۲۸ مارس ۱۹۹۹) قایقران روئینگ اهل هلند است.
وی در مسابقات کشوری و بین‌المللی در مجموع برندهٔ ۲ مدال نقره شده است.